# Летне-Перевозинская улица
Летне-Перевозинская улица — улица в исторической части города Владимир. Проходит от Дворянской улицы к пойме реки Клязьма. Протяжённость улицы около 750 м.

## История
Свое историческое название получила как ведущая к переправе через Клязьму в теплое время года — «летнему перевозу». У выхода улицы к реке был обустроен наплавной мост через Клязьму, преодолев которую можно было попасть на дорогу в Муром. Выход на переправу к муромской дороге определил характер улицы, по ней проезжали в город крестьяне окрестных деревень со своим товаром, проезжая часть разбивалась, на улице постоянно приходилось бороться за чистоту и т. п..
В 1967 году решением Владимирского исполкома № 1106 от 04.10.1967 года улица получила название в память младшего лейтенанта милиции города Владимира Михаила Терентьевича Столярова (1919—1958), проявившего героизм при исполнении служебных обязанностей. Участвуя в задержании опасных преступников на этой улице 8 марта 1958 года он получил смертельное ранение в голову и 1 апреля скончался.
В советское время улица играла большую роль в литературной жизни города, в д. 9 в течение 18 лет располагалась областная писательская организация, на первом этаже до 1963 года находилось издательство.
19 сентября 1990 года решением Владимирского горсовета историческое название было улице возвращено.
В 1992 году из американских материалов американцами был возведён д. 3 на улице (получивший название «Американский дом»). В нём были открыты курсы английского языка для жителей города. В 2014 году решением суда здание отошло городу.

## Галерея

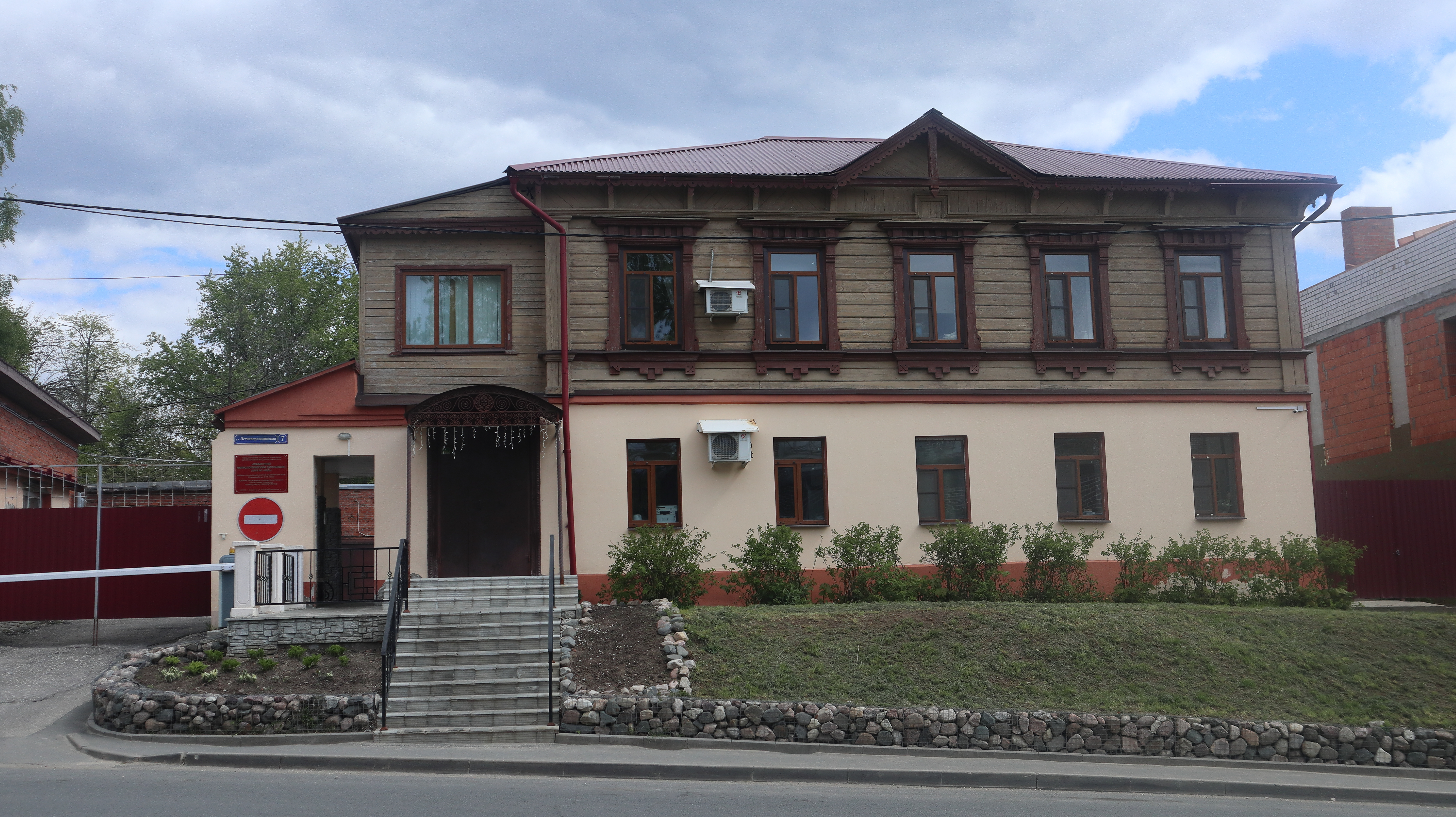
д. 7
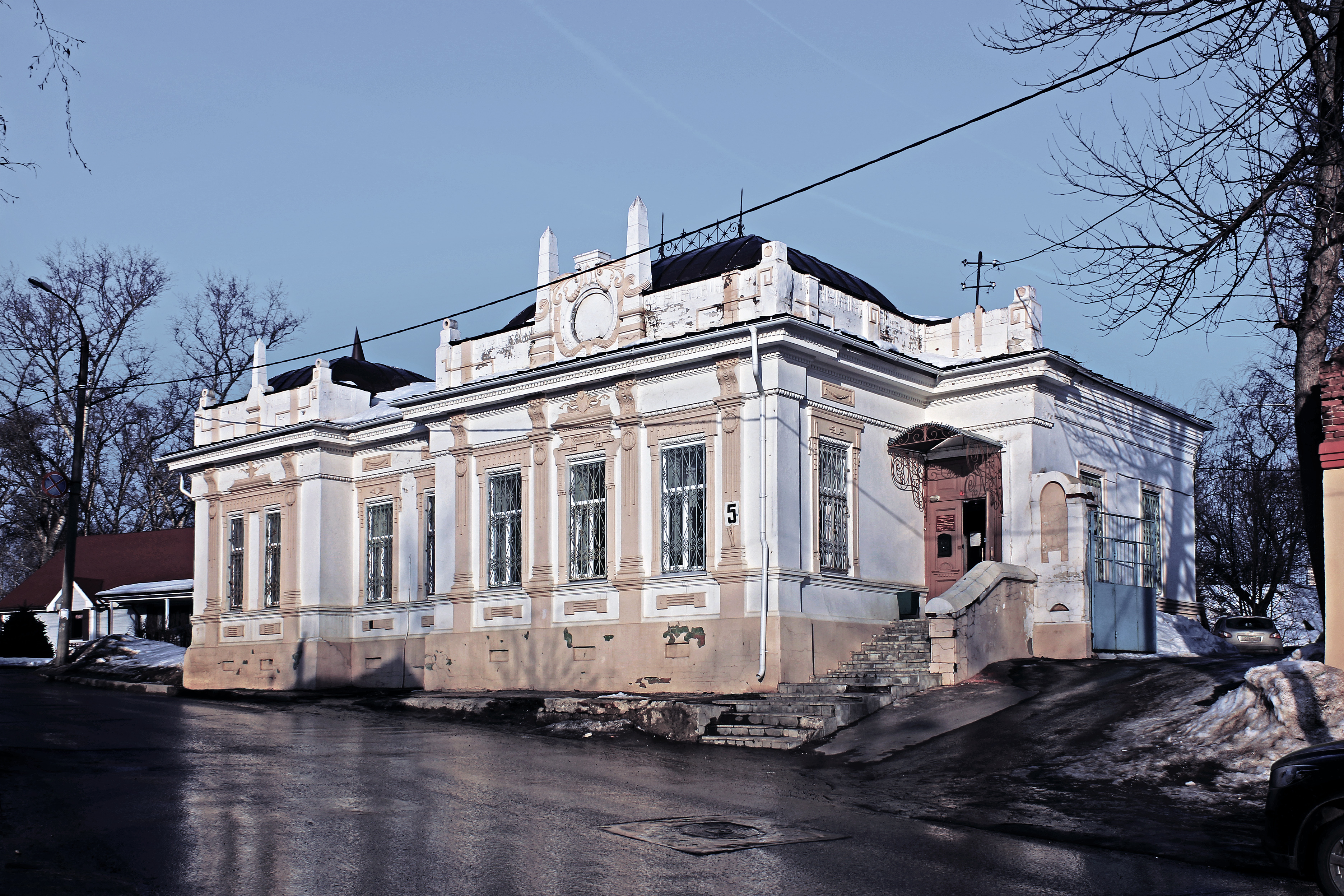
д. 5
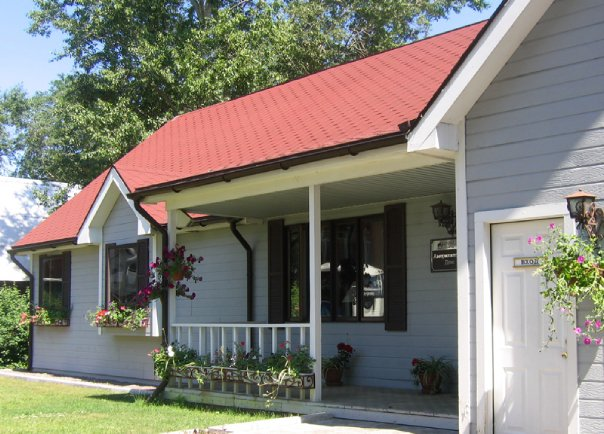
д. 3

## Улица в кинематографе
На улице снят ряд эпизодов художественных фильмов «Полёты во сне и наяву» и «Цареубийца» (д. 5 по улице «исполнил роль» разрушенного дома Ипатьевых в Екатеринбурге, где была расстреляна семья последнего Русского императора).

## Достопримечательности

Козлов вал

Козлов вал (остатки оборонительных земляных укреплений — вала — древнего Владимира, сооружённых в XII веке; свое название вал получил по имени местного землевладельца, Алексея Федотовича Козлова, владевшего садом на валу в XVIII веке).
д. 5 — бывший купеческий особняк
д. 9 — Жилой дом
д. 22 — Жилой дом
д. 24 — Жилой дом